# قطعنامه ۱۶۶۰ شورای امنیت
قطعنامه ۱۶۶۰ شورای امنیت سازمان ملل متحد که در تاریخ ۲۸ فوریه ۲۰۰۶ تصویب شد، سندی بین‌المللی دربارهٔ دادگاه جنایی بین‌المللی برای یوگسلاوی سابق است. این قطعنامه طی نشست ۵۳۸۲ام با ۱۵ رای موافق، ۰ مخالف و ۰ ممتنع تصویب شد.